# Álvaro López Ojeda
Álvaro Fabián López Ojeda (Quilicura, Santiago, Chile, 23 de septiembre de 1992) es un futbolista chileno. Juega de delantero y actualmente pertenece a Lautaro de la Segunda División Profesional de Chile.

## Trayectoria
Debuta en el profesionalismo el día 17 de septiembre de 2010, en el partido entre Cobreloa y Unión San Felipe, sustituyendo al jugador José Luis Jerez en el minuto 84 del encuentro.
Anota su primer gol en el profesionalismo el día 3 de marzo de 2012 en contra de Universidad Católica en el minuto 91 del encuentro, válido por el Torneo de Transición 2013 en su sexta fecha.

## Clubes
| Club               | País           | Año       |
| ------------------ | -------------- | --------- |
| Cobreloa           | Chile          | 2010-2015 |
| Barnechea          | Chile          | 2015-2016 |
| Deportes Melipilla | Chile          | 2016      |
| Magallanes         | Chile          | 2017      |
| Miami United       | Estados Unidos | 2018      |
| Club Deportivo FAS | El Salvador    | 2019      |
| General Velásquez  | Chile          | 2022-2023 |
| Lautaro de Buin    | Chile          | 2024-Act. |